# Charles Jenkins
Charles Robert Jenkins (Rich Square, 18 januari 1940 - Sado, 11 december 2017) was een Amerikaans soldaat, die van 1965 tot 2004 in Noord-Korea leefde nadat hij de Koreaanse gedemilitariseerde zone overstak.

## Militaire loopbaan

### Militaire dienst en desertie
Jenkins werd in 1955, op 15-jarige leeftijd, als reservestrijdkracht lid van de Amerikaanse National Guard. Na drie jaar kwam hij terecht in het normale Amerikaanse leger en toegewezen tot de eerste afdeling van de cavalerie. Hij maakte van 1960 tot 1961 dienst uit in Zuid-Korea en daarna in West-Duitsland van 1962 tot 1964.
Als 23-jarige sergeant arriveerde Jenkins wederom in Zuid-Korea om te patrouilleren langs de gedemilitariseerde grenszone (DMZ) met het streng communistische Noord-Korea. Toen hij erachter kwam dat zijn team naar de oorlog in Vietnam zou worden verscheept, besloot hij anders te handelen. Tijdens een nachtelijke wachtronde in januari 1965 overtrad de sergeant, vermoedelijk onder invloed van alcohol, de DMZ en geraakte in Noord-Koreaans grondgebied. Hij zou vanuit daar proberen in Rusland te belanden om zo via diplomatieke weg opnieuw in de Verenigde Staten te komen en zich aan te geven.

### Leven in Noord-Korea
Kort na dageraad kreeg een Noord-Koreaanse soldaat hem in het oog en werd er alarm geslagen. Informatie over de Amerikaanse soldaat bleef voor de buitenwereld vele jaren zeer gering. Zijn familieleden bleven tijdens zijn afwezigheid beweren dat hij was ontvoerd.
Jenkins werd door het regime in het stalinistische systeem ingekapseld. Zo speelde hij de Amerikaanse bad guy in propagandafilms en was hij leraar Engels. Volgens Jenkins zelf werd hij vaak bruut behandeld. Hij zou onder andere zijn geslagen en zijn Amerikaanse militaire tatoeage werd verwijderd zonder dat hij verdoofd was.
In 1980 werd hij door de Noord-Koreanen gedwongen gekoppeld aan de Japanse vrouw Hitomi Soga. Zij werd op haar achttiende ontvoerd vanaf het eilandje Sado en werd ingezet om Noord-Koreaanse spionnen Japans te leren. Later werden zij daadwerkelijk verliefd, trouwden en kregen twee dochters (Mika en Brinda). Deze dochters werden opgeleid tot tweetalige Noord-Koreaanse spionnen.

### Terugkeer
In 2002 mocht Hitomi Soga Noord-Korea verlaten na onderhandelingen met de Japanse regering onder leiding van Junichiro Koizumi. Twee jaar later volgden Jenkins en hun twee dochters. In Japan aangekomen gaf Jenkins zich over aan het Amerikaanse leger met de woorden: "I'm Sergeant Jenkins and I want to report". Na een militair proces werd Charles Robert Jenkins oneervol ontslagen en werd hem een voorwaardelijke celstraf van 30 dagen opgelegd.

## Persoonlijk
Na zijn tijd in Noord-Korea bleef Jenkins in Japan wonen en werkte in een souvenirwinkel en een plaatselijk museum in het geboortedorp van zijn vrouw.
Hij zou de rest van zijn leven bang blijven dat de Noord-Koreanen hem of zijn gezin zouden vermoorden. Vlak voor zijn dood zei Jenkins in een interview: "North Korea could to do anything. North Korea don’t care."
Charles Robert Jenkins overleed 11 december 2017, op 77-jarige leeftijd, in het Japanse Sado.